# Gene Vincent
Eugene Vincent Craddock (Norfolk, Virginia, 11 de febrero de 1935-Santa Clarita, California, 12 de octubre de 1971), conocido artísticamente como Gene Vincent, fue un cantante estadounidense de música rockabilly, conocido principalmente por su éxito «Be-Bop-A-Lula» y su grupo The Blue Caps. Era apodado El Príncipe Negro por su indumentaria de cuero negro, con la cual se presentaba en sus conciertos.

## «Be-Bop-A-Lula»
Empezó a tocar la guitarra a una edad muy temprana. A los 17 años se alistó en la armada, pero tuvo que abandonarla después de sufrir un accidente de moto. Tras volver a Norfolk (Virginia), comenzó a tocar en varias bandas de country. Allí, firmó un contrato con Capitol Records junto con la banda The Blue Caps, donde el guitarrista solista era el virtuoso Cliff Gallup, uno de los instrumentistas que más influyó en los primeros años del rock and roll.
Con ellos grabó una sesión de la que salió un disco de dos caras: en la cara A aparecía «Woman Love», pero sería la cara B del disco la que pincharían todas las principales emisoras de radio de rock and roll: «Be-Bop-A-Lula».

## Años de esplendor
Después de que «Be-Bop-A-Lula» se convirtiera en un enorme éxito en la primavera de 1956, Gene Vincent & The Blue Caps tuvieron un año mágico, donde obtuvieron grandes ventas y consiguieron meter en el Top 100 otros dos temas, a la par que su álbum debut Bluejean Bop. Capitol Records pensó haber encontrado al nuevo Elvis y no escatimaron gastos para promocionar a su artista, llegando a contratar a los coristas de Presley, The Jordanaires, para grabar con Gene los temas «Five days» e «Important words». Sin embargo, a pesar de contar con canciones aclamadas por la crítica, como los éxitos «Bluejean Bop» y «Race with the Devil», fueron incapaces de mantener ese éxito popular. Su estilo era demasiado rebelde, con canciones de letras explícitas, en ocasiones (intencionadamente) poco comprensibles, salpicadas de solos salvajes que las hacían difíciles de bailar. Además, durante la gira del verano de 1956, en la que actuaba junto a Johnny Burnette, algunos incidentes que acabaron con la banda en comisaría y fueron aireados por la prensa, propiciaron que grandes estrellas pop como Andy Williams o Pat Boone se negaran a compartir espectáculo con él. A principios de 1957 tuvo que ser ingresado en un hospital aquejado de una recaída de su lesión en la pierna. Por entonces, Cliff Gallup había dejado el grupo y fue sustituido por Johnny Meeks, otro legendario guitarrista de los primeros años del rock and roll. Posteriormente, el resto de The Blue Caps originales, excepto el segundo guitarra Paul Peek y el batería Dickie Harrel abandonaron la banda. 
Con el sonido mucho más "metálico" de la guitarra de Johnny Meeks y los coros de Peek y Tommy Facenda, el estilo de su música cambió, abandonando el salvaje rockabilly de sus orígenes por un sonido menos acústico y totalmente electrificado. En esta nueva época Gene y su grupo cosecharon sus otros dos éxitos, que fueron los temas "Lotta Lovin" (1957) y "Dance to the bop" (1958). Vincent también se convirtió en una de las primeras estrellas de rock en aparecer en una película, The Girl Can't Help It (1956). Posteriormente, aparecería en el filme "Hot rod gang" (1958), pero también fue en esta época cuando empezó su declive. La lesión que padecía en la pierna le provocaba tales dolores que a menudo tuvo que suspender conciertos y giras, y se empezó a correr el rumor de que antes de cada concierto se emborrachaba e ingería dos tubos enteros de aspirinas para poder soportar el terrible dolor de su pierna.

## Últimas décadas
En 1959 fue a un programa de rock en la televisión británica, donde aparecería regularmente. Fue entonces cuando convenció a su amigo Eddie Cochran para que fuese hasta allí en una gira de doce semanas. El 17 de abril de 1960, mientras los dos cantantes y Sharon Sheeley, la novia de Cochran, iban en un taxi por Chippenham (Wiltshire), sufrieron un accidente de circulación que acabaría con la vida de Eddie Cochran (y de paso le convertiría en un mito del rock and roll) y agravaría la lesión en la pierna de Vincent, dejándole una cojera de por vida.
En los años 60s, la carrera de Vincent casi había acabado en los Estados Unidos, aunque mantenía un público fiel en Europa, especialmente en Inglaterra y Francia. Hizo algunas giras esporádicas más, algunas en compañía de cantantes tan ilustres como The Beatles (los cuales copiaron su indumentaria de cuero negro en sus años en Hamburgo), John Lennon, Chuck Berry, The Outlaws (con quienes llegó a grabar material junto con el futuro guitarrista de Deep Purple Ritchie Blackmore) y Jerry Lee Lewis. Grabó también el álbum "I'm back and I'm proud" para el sello Dandelion del reconocido DJ inglés John Peel. Pero en general su carrera estaba acabada. Sus discos no se vendían y después de unas apariciones de poco éxito en el Festival del parque de San Francisco, volvería a su casa de Los Ángeles.

## Muerte
Mientras visitaba a su padre en Saugus, California, se sintió mal y poco después sería ingresado en el Hospital Inter-Valley, situado en Newhall (Santa Clarita), California. Vincent murió a la edad de 36 años el 12 de octubre de 1971, de una combinación de úlcera rota, hemorragia interna e insuficiencia cardíaca. Está enterrado en Eternal Valley Memorial Park, en Newhall, Santa Clarita, California.
Ian Dury le rindió homenaje con la canción de 1976 "Sweet Gene Vincent".
Robert Gordon rindió homenaje con la canción "The Catman" en su LP "Rock Billy Boogie".
El cantante francés de rock and roll Eddy Mitchell rindió homenaje con la canción de 1979 "Good Bye Gene Vincent".
La banda de rockabilly Stray Cats también rindió homenaje a Vincent, junto con Eddie Cochran, en su sencillo "Gene and Eddie".
Graham Fenton que acompañó a Vincent con su banda Houshakers en UK y Francia entre 1970-1971 y que llegó a grabar varios temas con él,siempre ha guardado un espacio en sus conciertos como homenaje a su ídolo.

## Legado
Vincent fue el primer miembro ingresado en el Salón de la Fama del Rockabilly tras su formación en 1997. Al año siguiente fue incluido en el Salón de la Fama del Rock and Roll. Vincent tiene una estrella en el Paseo de la Fama de Hollywood en 1749 North Vine Street. En 2012, su banda, los Blue Caps, fueron incluidos retroactivamente en el Salón de la Fama del Rock and Roll por un comité especial, junto con Vincent. El martes 23 de septiembre de 2003, Vincent fue honrado con una estrella de bronce del Paseo de la Fama de las Leyendas de la Música de Norfolk incrustada en la acera de Granby Street.
Escribiendo para All Music, Ritchie Unterberger llamó a Vincent "una leyenda del rockabilly estadounidense que definió la chispa del rock and roll de los hot rods 'n' babies de pelo grasiento y chaqueta de cuero". Sin embargo, incluyó el álbum recopilatorio de Vincent The Bop That Just Won't Stop (1974) en su "biblioteca básica de discos", publicado en Guía de discos de Christgau: álbumes de rock de los setenta (1981).

## Discografía
| Año                                                | Sencillo                          | Posición | Posición   | Posición | Posición |
| Año                                                | Sencillo                          | US       | US Country | US R&B   | UK       |
| -------------------------------------------------- | --------------------------------- | -------- | ---------- | -------- | -------- |
| 1956                                               | "Be-Bop-A-Lula"                   | 7        | 5          | 8        | 16       |
| 1956                                               | "Race With the Devil"             | 96       | —          | —        | 28       |
| 1956                                               | "Blue Jean Bop"                   | —        | —          | —        | 16       |
| 1956                                               | "Jumps, Giggles And Shouts"       | —        | —          | —        | —        |
| 1957                                               | "Crazy Legs"                      | —        | —          | —        | —        |
| 1957                                               | "Five Days"                       | —        | —          | —        | —        |
| 1957                                               | "Lotta Lovin"                     | 13       | —          | 7        | —        |
| 1957                                               | "Dance to the Bop"                | 23       | —          | 8        | —        |
| 1958                                               | "I Got a Baby"                    | —        | —          | —        | —        |
| 1958                                               | "Baby Blue"                       | —        | —          | —        | —        |
| 1958                                               | "Rocky Road Blues"                | —        | —          | —        | —        |
| 1958                                               | "Git It"                          | —        | —          | —        | —        |
| 1958                                               | "Say Mama"                        | —        | —          | —        | —        |
| 1959                                               | "Over the Rainbow"                | —        | —          | —        | —        |
| 1959                                               | "Summertime"                      | —        | —          | —        | —        |
| 1959                                               | "The Night is So Lonely"          | —        | —          | —        | —        |
| 1959                                               | "Wild Cat"                        | —        | —          | —        | 21       |
| 1959                                               | "My Heart"                        | —        | —          | —        | 16       |
| 1960                                               | "Anna Annabelle"                  | —        | —          | —        | —        |
| 1960                                               | "Pistol Packin' Mama"             | —        | —          | —        | 15       |
| 1961                                               | "Jezebel"                         | —        | —          | —        | —        |
| 1961                                               | "If You Want My Lovin"            | —        | —          | —        | —        |
| 1961                                               | "She She Little Sheila"           | —        | —          | —        | 22       |
| 1961                                               | "I'm Going Home (To See My Baby)" | —        | —          | —        | 36       |
| 1961                                               | "Brand New Beat"                  | —        | —          | —        | —        |
| 1962                                               | "Lucky Star"                      | —        | —          | —        | —        |
| 1962                                               | "King Of Fools"                   | —        | —          | —        | —        |
| 1963                                               | "Held For Questioning"            | —        | —          | —        | —        |
| 1963                                               | "Crazy Beat"                      | —        | —          | —        | —        |
| 1963                                               | "Where Have You Been All My Life" | —        | —          | —        | —        |
| 1964                                               | "Humpity Dumpity"                 | —        | —          | —        | —        |
| 1964                                               | "La Den Da Den Da Da"             | —        | —          | —        | —        |
| 1964                                               | "Private Detective"               | —        | —          | —        | —        |
| 1966                                               | "Bird Doggin"                     | —        | —          | —        | —        |
| 1966                                               | "Lonely Street"                   | —        | —          | —        | —        |
| 1969                                               | "Be-Bop-A-Lula '69"               | —        | —          | —        | —        |
| 1969                                               | "Ruby Baby"                       | —        | —          | —        | —        |
| 1970                                               | "White Lightning"                 | —        | —          | —        | —        |
| 1970                                               | "Story Of The Rockers"            | —        | —          | —        | —        |
| 1970                                               | "Sunshine"                        | —        | —          | —        | —        |
| 1971                                               | "The Day The World Turned Blue"   | —        | —          | —        | —        |
| "—" significa que no entró en las listas de éxitos |                                   |          |            |          |          |

## Herencia cultural
Conocido como el "Príncipe Negro" (por su atuendo de cuero negro de los pies a la cabeza) o el "Hamlet del rock and roll", representó al genuino rocker de tupé desordenado, rostro atormentado, motocicleta y cazadora de cuero negro, y es una de las figuras más reverenciadas por los aficionados al rock and roll. Su influencia ha sido grande en artistas como The Beatles quienes antes de la Beatlemania copiaban devotamente su indumentaria de cuero negro. La presencia de Vincent en el festival de Toronto de 1968 fue fruto de la insistencia de John Lennon. También Jim Morrison quien su vez hizo suya la imagen de cuero negro y la forma de agarrar el micrófono a dos manos y con la pierna adelantada. Morrison y Vincent eran "colegas de barra" en el club Shamrock en Santa Mónica y fue allí donde Morrison le dijo "Gene, tú y yo somos iguales. Estoy haciendo lo que tú hacías". Jeff Beck (que en 1996 editó un disco, "Crazy legs", exclusivamente de versiones de su época con Cliff Gallup), Ian Dury (que le dedicó el tema "Sweet Gene Vincent"), Robert Gordon (que hizo lo propio con el tema "The catman"), Billy Idol y Brian Setzer y los Stray Cats (que han versionado muchos de sus temas a lo largo de su carrera).

## Dato curioso
Un dato curioso es que, a pesar de ser un artista menor en comparación con sus contemporáneos, a pesar de no haber protagonizado ninguna película y haber aparecido cantando en un par de ellas solamente, durante muchos años fue el único rocker de los años 50 aparte de Elvis que tuvo una estrella en la acera de Vine Street, en Hollywood.
- Datos: Q82311
- Multimedia: Gene Vincent / Q82311